# Tuff
O Tuff, apesar de ter sido formado em meados dos anos 80 em Phoenix, Arizona, nos Estados Unidos, lançou, apenas em 1991 seu primeiro álbum graças à entrada do vocalista Stevie Rachelle (substituindo Jim Gillete, que partiria em carreira-solo). 
Intitulado “What Comes Around... Goes Around”, esse disco continha a canção que faria o Tuff sentir o gostinho da fama. “I Hate Kissing You Goodbye” fez um tremendo sucesso chegando a ser a música mais pedida na MTV americana em setembro de 1991, no entanto, nesse mesmo mês, o Nirvana lançaria o álbum “Nevermind” e o clipe da canção “Smells Like Teen Spirit” mudando definitivamente a indústria da música. O grunge, também conhecido como Rock de Seattle, soterraria as pomposas bandas de hard rock fazendo com que sua maioria se dissolvesse prematuramente. Felizmente, o Tuff não acabou, no entanto, apesar de não ter parado de produzir, ficou em certo ostracismo.
Em 1994, o Tuff lançou “Fist First” através de seu próprio selo, a R.L.S. Records. Um ano depois, sairia “Religious Fix” que nada mais era do que o EP “Fist First” com três músicas a mais. O ano de 1996 traria consigo o álbum “Decade of Disrespect”, uma retrospectiva do Tuff ao vivo em performances matadoras, inclusive, tocando “Seek And Destroy”, um clássico absoluto do Metallica. Anos mais tarde, “Regurgitation” é lançado, também pela R.L.S. Records. Também durante o período de 1994-1999, Stevie Rachelle assumiu os vocais da banda Mötley Priest e dedicou-se à sua carreira-solo
Graças ao lançamento do álbum “The History Of Tuff” que contava com o hit “American Hair Band”, o gostinho do sucesso estava sendo sentido novamente... Hoje em dia, a banda faz turnês esporádicas, contando apenas com o vocalista Stevie Rachelle e o baixista Todd Chase da formação clássica.

## Integrantes
- Stevie Rachelle - vocal, guitarra acústica
- Todd Chase - baixo
- Billy Morris - guitarra
- Jimi Lord Winalis - bateria
- Todd "T" Burr' - bateria
- Howie Simon - guitarra

## Álbuns
O primeiro álbum do Tuff, lançado em 1991 e, atualmente, fora de catálogo, contém a canção “I Hate Kissing You Goodbye” cujo clipe rendeu ao Tuff uma posição no Top 10 da MTV americana. Ironicamente, naquele exato mês, o Nirvana lançaria o disco “Nevermind” e o clipe de “Smells Like Teen Spirit” mudando assim, os rumos da indústria fonográfica em todo mundo.
O segundo álbum do Tuff seria o primeiro lançamento da banda através do seu selo, a R.L.S. Records (Record Labels Suck Records). É um item de colecionador pois, logo após vender aproximadamente 7.000 cópias de “Fist First”, o Tuff assinou contrato com o selo Mausoleum e relançou o álbum, com 3 músicas a mais e novo layout: “Religious Fix”.
Este álbum foi o segundo e último lançado pelo Tuff sob algum selo. Todos os álbuns após “Religious Fix” viriam a ser lançados pela R.L.S. Records, o selo independente da banda, devido à isso, os lançamentos do Tuff se tornaram difíceis demais de se conseguir tornando-se exclusividade de quem era mesmo muito fã da banda e corria atrás.
Lançado pela R.L.S. Records em 1996, “Decade Of Disrespect” inclui gravações-demo da banda além de performances ao vivo ao longo de sua carreira, entre elas, “Seek N’ Destroy”, do Metallica que caiu muito bem na voz rouca de Stevie Rachelle.Tuff comemorava agora 10 anos de existência (1996). A banda se separou em Novembro de 1995.
Originalmente lançado em Portugal sob a forma de um bootleg em 1997 e relançado pela R.L.S. Records em 2000, “Regurgitation” é uma coleção de músicas raras do Tuff. As 8 primeiras faixas são demos de 1988-1994, as 4 seguintes são matadoras performances ao vivo retiradas de um show de 1995 e o restante do disco é composto por demos de 1990 gravadas em Van Nuys, Califórnia.
Apesar do nome indicar que esse álbum se trata de uma coletânea, não se iluda. Devido à estipulações contratuais, “The History Of Tuff” não contém músicas dos discos “What Comes Around...” e “Religious Fix”. O grande destaque desse álbum é a canção “American Hair Band” que fez o Tuff, atualmente só com Stevie Rachelle da formação clássica, sentir o gostinho do sucesso novamente.

## Discografia
- Knock Yourself Out (Tuff Muff Music 1986)
- What Comes Around Goes Around (Atlantic Records 1991)
- Fist First (RLS Records 1994)
- Religious Fix (Mausoleum/MMS/BMG 1995)
- Decade of Disrespect (RLS Records 1996)
- Regurgitation (Big Cheese Records 1997)
- History of Tuff (RLS Records 2001)
- Live in the U.K. (RLS Records 2003)
- What Comes Around Goes Around... Again! (RLS Records 2012)
- The Glam Years 1985-1989 (RLS Records 2015)
- Decadation (RLS Records 2015)